# フリッツ・クラウゼン
フリッツ・クラウゼン（デンマーク語:Frits Clausen、1893年11月12日 - 1947年12月5日）は、デンマークの政治家。第二次世界大戦前から大戦中にかけて同国のファシズム政党、国家社会主義デンマーク労働者党（DNSAP）の党首を務めた。

## 来歴
プロイセン王国アーペンラーデ（現デンマーク南デンマーク地域、オーベンロー市の町）に生まれ、第一次世界大戦中はドイツに従軍した。大戦後、クラウゼンはハイデルベルクにて医学を学び、1924年に医師の資格を獲得、その後にオーベンローへ戻り医師としての経験を積んだ。彼はデンマークにて政治家となり、ユトランド半島南部に住む少数ドイツ人を保護する政策を主張した。
最初、クラウゼンはデンマーク保守党に加入したが、1931年に脱退しDNSAPへと加入した。その2年後に彼は当時の党指導部（エイナル・ユレンセン、C・C・ハンセン、カイ・レンベック）を追放、自身が党の指導者となった。
クラウゼンの指導の下で、DNSAPはナショナリズムを強く信奉し、デンマークとナチス・ドイツとの強力な関係を模索した。しかし、彼の政策は、ほぼ全てのデンマーク人には非常に不人気であった。党の勢力は、最盛期で2万人近い党員と2万人の支持者を有したとしているが、1939年総選挙(英語版)での結果は芳しくなく、フォルケティング（デンマークの立法府）の内僅か3議席を獲得するにとどまった。翌年、ドイツはデンマークへ侵攻し、クラウゼンはナチスによるデンマーク統治の下で強い指導力を獲得した。
ドイツはクラウゼンの尽力に対して、デンマーク国王クリスチャン10世を説得することで彼に褒賞を与えられないかと考え、またクラウゼンの支持者たちも1940年と1943年の国民議会において国王に対して請願を行ったが、クリスチャン10世はそうした要請を断固として拒否した。ドイツはデンマーク国民がクラウゼンをほとんど支持していないことを分かっていたため、クラウゼンをデンマーク統治の要職につけることを渋り、1940年と1942年にはそのことについての対談も行われていた。しかし一方で、ドイツはクラウゼンが1943年の総選挙(英語版)において合法的に権力を握ってくれることを切に願ってもいた。しかし、DNSAPの選挙活動は1939年の頃と変わらず低調であったため、今度もまた3議席を獲得するのみに終わった。
この選挙の後、苦境に立たされたクラウゼンはドイツ軍に加入し、独ソ戦の展開される東部にて外科医として積極的に行動した。その上、戦場で医師として活動する最中も彼は自身の党の要職を手放すことはしなかった。1944年の春に彼はデンマークへと帰国、政治家としての彼の生涯は幕を閉じた。
クラウゼンの選挙における大敗や親衛隊デンマーク支部の結成に積極的に関わらなかったことは、ドイツとの関係性をこじらせ、ヴェルナー・ベスト親衛隊大将を始めとしたドイツのデンマーク全権大使らは、クラウゼンに対して党首の座から降りるよう説得、最終的にクラウゼンの帰国後すぐに党首の座に新たに3人の評議員が据えられ、クラウゼンは党首の座から降りることとなった。
1945年5月にドイツが降伏し、デンマークの占領が終了すると、クラウゼンは逮捕され、フルスレヴの捕虜収容所へ入れられた。彼は形式的に裁判へかけられたが、その後にコペンハーゲンの刑務所にて心臓発作を起こし、刑期も満了しないままに死亡した。